# Dirrengrind
Dirrengrind är en bergstopp i Schweiz.   Den ligger i distriktet Interlaken-Oberhasli och kantonen Bern, i den centrala delen av landet, 50 km öster om huvudstaden Bern. Toppen på Dirrengrind är 1 878 meter över havet.
Terrängen runt Dirrengrind är bergig söderut, men norrut är den kuperad. Närmaste större samhälle är Giswil, 12,5 km nordost om Dirrengrind. 
Trakten runt Dirrengrind består i huvudsak av gräsmarker. Runt Dirrengrind är det ganska tätbefolkat, med 54 invånare per kvadratkilometer.